# Шопин, Александр Самойлович
 Александр Самойлович Шопин  (15 декабря 1917 — 11 октября 1982) — командир взвода 11-й гвардейской отдельной разведывательной роты (14-я гвардейская стрелковая дивизия, 57-я армия). Герой Советского Союза.

## Биография
Родился 15 декабря 1917 года в селе Новоайдар в крестьянской семье. Русский. Окончил 4 класса. Работал в совхозе. В 1938 году призван в РККА Новоайдарским РВК Ворошиловградской области.

#### Великая Отечественная война
С первых дней войны сражался на Южном, Юго-Западном фронтах.
14 июня 1943 года лейтенант Шопин, получив боевую задачу доставить пленного, с группой бойцов ночью форсировал Северский Донец. Ведя ночной поиск в обороне противника, Шопин обнаружил ЗОТ, который был кругом опоясан проволочным заграждением. Несмотря на это, группа разведчиков, прорезав ходы в проволочном заграждении атаковала ЗОТ с тыла. Бой был короткий, но стремительный. В ходе боя группой Шопина было уничтожено до 35 фрицев, ЗОТ был взорван, доставлено в штаб 2 пленных, которые дали ценные показания. Поставленная боевая задача группой гвардии лейтенанта Шопина была выполнена блестяще. 25 сентября 1943 года ночью под огнём противника возглавляемая Шопиным группа разведчиков переправилась через Днепр у села Пушкаревка (ныне в черте Верхнеднепровска), на правом берегу захватила небольшой плацдарм, оттеснив фашистов в лес. Заняв оборону, группа отбила несколько ожесточённых атак противника, удержав занятый рубеж до подхода основных частей.
Указом Президиума Верховного Совета СССР от 20 декабря 1943 года за успешное форсирование реки Днепр, прочное закрепление плацдарма на западном берегу реки Днепр и проявленные при этом отвагу и геройство гвардии лейтенанту Шопину Александру Самойловичу присвоено звание Героя Советского Союза с вручением ордена Ленина и медали «Золотая Звезда».

#### Послевоенное время
В 1946 году уволился в запас. Вернувшись на родину, работал директором заготконторы, председателем райкома ДОСААФ.

## Награды
- Медаль «Золотая Звезда» (20.12.1943)[3];
- орден Ленина (20.12.1943);
- орден Отечественной войны II степени (21.04.1943)[4];
- орден Красной Звезды (30.09.1943)[5];
- медаль «За отвагу» (10.04.1942)[6];
- медали.